# New Tecumseth
New Tecumseth es un pueblo canadiense situado en la provincia de Ontario.

## Superficie
New Tecumseth tiene una superficie de 273,87 km².

## Demografía
En 2021, tenía 43 948 habitantes, una densidad poblacional de 160,5 hab./km², y 16 249 viviendas.